# Federico de la Iglesia Navarro
Federico de la Iglesia Navarro (c. 1902-1958) fue un militar español que combatió en la Guerra civil.

## Biografía
Militar perteneciente al cuerpo de Estado Mayor, tenía un expediente brillante. Fue un colaborador del comandante Vicente Rojo Lluch durante la etapa de este como profesor de la Academia General Militar. Cuando en julio de 1936 estalló la Guerra civil, ostentaba el rango de comandante de Estado Mayor.
En agosto de 1936 el ministro de la guerra, coronel Juan Hernández Sarabia, le designó jefe del Estado Mayor del ministerio. Posteriormente, tras la constitución de la Junta de Defensa de Madrid, fue uno de los colaboradores de Vicente Rojo dentro de este organismo. En 1937, ostentando el rango de teniente coronel, fue nombrado secretario general del Estado Mayor Central, cargo que desempeñó hasta su cese en febrero de 1938. A lo largo de la contienda también ejerció como jefe de Estado Mayor de la 43.ª Brigada Mixta, de la 4.ª División, del V Cuerpo de Ejército, del Ejército de Maniobra y del Ejército de Levante. Ascendió al rango de coronel en diciembre de 1937.
Al final de la contienda se exilió en el Reino Unido junto al coronel Casado y otros de sus compañeros de armas.